# Lac Nedlouc
Lac Nedlouc är en sjö i Kanada.   Den ligger i regionen Nord-du-Québec och provinsen Québec, i den östra delen av landet, 1 300 km norr om huvudstaden Ottawa. Lac Nedlouc ligger 326 meter över havet. Arean är 44 kvadratkilometer. Den sträcker sig 17,7 kilometer i nord-sydlig riktning, och 17,2 kilometer i öst-västlig riktning.
Omgivningarna runt Lac Nedlouc är i huvudsak ett öppet busklandskap. Trakten runt Lac Nedlouc är nära nog obefolkad, med mindre än två invånare per kvadratkilometer.